# Danio choprae

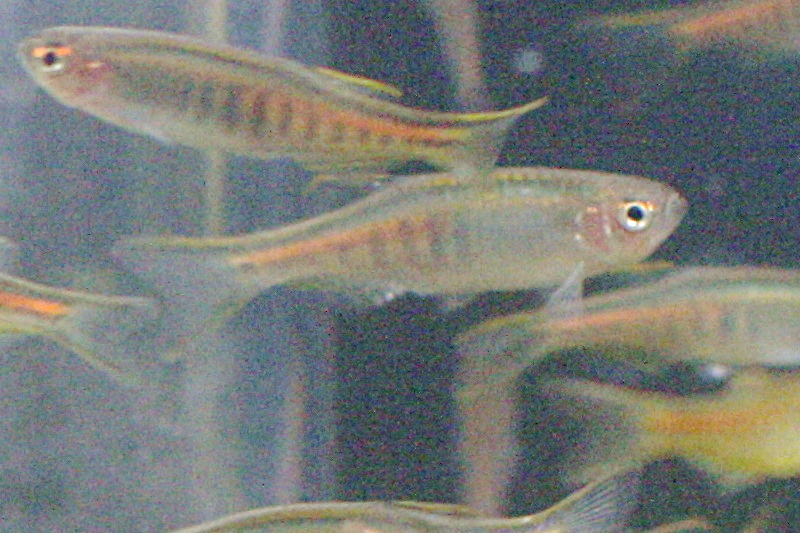
Danio choprae

Danio choprae Hora, 1928 è un piccolo pesce di acqua dolce appartenente alla famiglia Cyprinidae e proveniente dal Myanmar.

## Distribuzione e habitat
Proviene da piccoli ruscelli, di solito con substrato roccioso, affluenti dell'Irrawaddy, in Myanmar.

## Descrizione
Questo pesce presenta un corpo compresso lateralmente, non particolarmente allungato né alto, e raggiunge al massimo una lunghezza pari a poco più di 3 cm. La testa ha un profilo ottuso. La colorazione è prevalentemente giallastra con una striscia orizzontale arancione al centro del corpo; presenta inoltre strisce gialle sulle pinne e piccole striature verticali scure lungo i fianchi.
Il dimorfismo sessuale è minimo e non è possibile determinare il sesso accuratamente basandosi sulla colorazione come si può con gli esemplari di Danio erythromicron; le femmine tendono comunque ad avere un addome più gonfio.
Si distingue dal molto simile Danio flagrans grazie ai barbigli più corti e corpo generalmente dall'apparenza più tozza, effetto dovuto anche alla minor lunghezza del peduncolo caudale e maggior estensione della base della pinna anale.

## Biologia

### Alimentazione
È prevalentemente insettivoro.

### Riproduzione
È oviparo e la fecondazione è esterna. Le uova vengono disperse in acqua e non ci sono cure verso di esse.

## Acquariofilia
Viene allevato in gruppi in acquario, dove si riproduce, ma tende a mangiare le proprie uova.

## Conservazione
A causa della mancanza di dati non è noto se in realtà la sua popolazione sia in declino; nonostante ciò, è classificato come "a rischio minimo" (LC) dalla lista rossa IUCN perché non sembra minacciato da particolari pericoli a parte il prelievo per l'acquariofilia. Non è di alcun interesse per la pesca.